# Jean Jurien
Jean Jurien, francoski admiral, * 19. november 1812, † 5. marec 1892.